# Ronald Seitl
Ronald Seitl (* ???) je kytarista skupiny Tři sestry. 
Ve skupině Tři sestry působí od června 1994. Působil také ve skupinách Hagen Baden a Duní. Před příchodem do Třech sester hrál především v undergroundových skupinách.